# Cap Dera Baquo Oriental
El Cap Dera Baquo Oriental és una muntanya de 3.103 m d'altitud, amb una prominència de 15 m, que es troba a ponent del pic Seil Dera Baquo, al massís de Perdiguero, entre la província d'Osca (Aragó) i el departament de l'Alta Garona (França).